# 廷伯萊克 (北卡羅萊納州)
廷伯萊克（英語：Timberlake）是位於美國北卡羅萊納州珀森縣的非建制地區。

## 歷史
廷伯萊克的郵局自1885年營運至今。

## 地理
廷伯萊克所處的海拔為高於海平面180米（即591英呎），而該地所採用的時區為UTC-5，即北美东部时区（EST）。同時該地設有夏令時間，為UTC-5調快一小時，即UTC-4（EDT）。